# Daniel Martín (baloncestista)
Daniel Martin Lluna (Madrid, 26 de julio de 1998) es un jugador de baloncesto español. Con 2.09 metros de estatura ocupa la posición de pívot.

## Trayectoria deportiva
Se formó en las categorías inferiores del Colegio Virgen de Atocha, donde llamó la atención del Club Estudiantes de Baloncesto debido a su altura, y lugar del cual formó parte de las categorías inferiores desde 2012-2018, llegando a jugar con el filial. En la temporada 2018/19 firmó con el Bilbao Basket, logrando el ascenso deportivo a la ACB y disputando hasta 8 partidos.
En agosto de 2021 se unió al Pas Piélagos, pero a mitad de temporada pasó a las filas del CD Estudio. 